# Малий Кобзар
Малий Кобзар — видання, в якому опубліковані окремі поетичні твори Тараса Шевченка. Видрукувана 1922 в м. Кременець у друкарні братів Юзефових.
Тут вміщені 22 твори, в тому числі вірші, уривки з поем, зокрема «Заповіт», «Думи мої…», 2 «Псалми», «Катерина», «Тарасова ніч» та ін. Деякі озаглавлені не за автографами Шевченка. В окр. творах вилучені слова «ляхи», «запорожці», очевидно, з цензур. міркувань.
Формат книжки — 16 × 10 см, обсяг — 32 с. На форзаці — репродукція портрета Т. Шевченка з фото 1869. Подана коротка біографія поета.
«Малий Кобзар» — бібліографічна рідкість; 2 примірники зберігаються в ЛНБ, 2 — в місті Кременець: в експозиції Шевченківського залу місцевого краєзнавчого музею та приватній книгозбірні. На двох — дарчі написи упорядників, у тому числі проф. В. Біднова, для НТШ у Львові й для кременчанина Алешкова, який виділив кошти на видання.
Наклад «Малого Кобзаря» — бл. 3 тис. прим. — «Просвіта» безкошт. надіслала в усі школи колишнього Кременецького повіту.
Тернопільський краєзнавець Євген Дорош зробив публікацію «Малого Кобзаря» 1922 року в м. Тернопіль, видавництво «Горлиця», 2002 рік. Він подав вступну статтю «До історії кременецького «Малого Кобзаря», виконав упорядкування. У додатках Є.Дорош подав усі твори «Малого Кобзаря». У додатках 2—5 краєзнавець опублікував ряд матеріалів ДАТО, зокрема із фонду 348, справа 360.